# Cincinnatia
Cincinnatia är ett släkte av snäckor. Cincinnatia ingår i familjen tusensnäckor.
Kladogram enligt Catalogue of Life:
| Cincinnatia | \| \| Cincinnatia cincinnatiensis \| \| \| \| \| \| Cincinnatia comalensis \| \| \| \| \| \| Cincinnatia floridana \| \| \| \| \| \| Cincinnatia fraterna \| \| \| \| \| \| Cincinnatia helicogyra \| \| \| \| \| \| Cincinnatia integra \| \| \| \| \| \| Cincinnatia mica \| \| \| \| \| \| Cincinnatia monroensis \| \| \| \| \| \| Cincinnatia parva \| \| \| \| \| \| Cincinnatia peracuta \| \| \| \| \| \| Cincinnatia petrifons \| \| \| \| \| \| Cincinnatia ponderosa \| \| \| \| \| \| Cincinnatia vanhyningi \| \| \| \| \| \| Cincinnatia wekiwae \| \| \| \| \| \| Cincinnatia winkleyi \| \| \| \| |
|             | \| \| Cincinnatia cincinnatiensis \| \| \| \| \| \| Cincinnatia comalensis \| \| \| \| \| \| Cincinnatia floridana \| \| \| \| \| \| Cincinnatia fraterna \| \| \| \| \| \| Cincinnatia helicogyra \| \| \| \| \| \| Cincinnatia integra \| \| \| \| \| \| Cincinnatia mica \| \| \| \| \| \| Cincinnatia monroensis \| \| \| \| \| \| Cincinnatia parva \| \| \| \| \| \| Cincinnatia peracuta \| \| \| \| \| \| Cincinnatia petrifons \| \| \| \| \| \| Cincinnatia ponderosa \| \| \| \| \| \| Cincinnatia vanhyningi \| \| \| \| \| \| Cincinnatia wekiwae \| \| \| \| \| \| Cincinnatia winkleyi \| \| \| \| |
|             | Cincinnatia cincinnatiensis |
|             | |
|             | Cincinnatia comalensis |
|             | |
|             | Cincinnatia floridana |
|             | |
|             | Cincinnatia fraterna |
|             | |
|             | Cincinnatia helicogyra |
|             | |
|             | Cincinnatia integra |
|             | |
|             | Cincinnatia mica |
|             | |
|             | Cincinnatia monroensis |
|             | |
|             | Cincinnatia parva |
|             | |
|             | Cincinnatia peracuta |
|             | |
|             | Cincinnatia petrifons |
|             | |
|             | Cincinnatia ponderosa |
|             | |
|             | Cincinnatia vanhyningi |
|             | |
|             | Cincinnatia wekiwae |
|             | |
|             | Cincinnatia winkleyi |
|             | |